# Robert A. F. Thurman
Pour les articles homonymes, voir Thurman.
Robert Alexander Farrar Thurman, né le 3 août 1941 à New York, est un écrivain et universitaire américain bouddhiste influent et prolifique qui a rédigé, édité ou traduit plusieurs livres sur le bouddhisme tibétain.
Il est professeur Je Tsong Khapa d’études bouddhistes indo-tibétaines à l'université Columbia, première chaire dotée dans ce champ d'étude aux États-Unis. Il est aussi cofondateur et président de la Tibet House de New York et, selon Christopher S. Queen, professeur à l'université Harvard, « l'un des plus efficaces porte-parole du mouvement Tibet libre », cause pour laquelle il s'est engagé à partir du début des années 1970.
Il est le père de l'actrice Uma Thurmann.

## Biographie
Né à New York, Robert Thurman est le fils d'Elizabeth Dean Farrar, une actrice de théâtre, et de Beverly Reid Thurman Jr., un rédacteur d'Associated Press et traducteur de l'ONU. Il fait la première partie de ses études à la Phillips Exeter Academy de 1954 à 1958, puis à l'Université Harvard, obtenant un diplôme de Bachelor of Arts en 1962.
Il épouse Marie-Christophe de Menil en 1959 ; ils ont une fille, Taya Thurman. En 1961, il perd un œil dans un accident, ce qui l'amène à remettre sa vie question. Il divorce et entame cette même année un voyage en Turquie, en Iran et en Inde. À son retour aux États-Unis en 1962, il commence à étudier le bouddhisme avec Ngawang Wangyal, un Kalmouk de Mongolie qui fonda le premier monastère du bouddhisme tibétain en Amérique du Nord. Il se convertit au bouddhisme et il est ordonné moine bouddhiste par le 14e dalaï-lama en 1964, devenant le premier moine américain du bouddhisme tibétain. Il a étudié avec le 14e dalaï-lama, dont il est resté l'ami proche. En 1967, Thurman rend ses vœux de moine pour épouser, en secondes noces, Nena von Schlebrügge, un ancien mannequin devenue psychothérapeute, après avoir été l'épouse de Timothy Leary. Thurman et von Schlebrugge ont eu quatre enfants, dont le premier est l'actrice Uma Thurman, suivie de Ganden Thurman, Dechen Thurman et Mipam Thurman.
Il obtient une maîtrise en 1969 et un Ph.D. d'Harvard en études indiennes de sanskrit en 1972. Il est professeur de religion au Amherst College de 1973 à 1988 puis accepte un poste à l'université Columbia. 
En septembre 1991, il organise à l'université Columbia à New York, une conférence sur la question du Tibet, un des premiers dialogues entre Chinois et Tibétains à laquelle assistent le 14e dalaï-lama et Fang Lizhi.
Time l'a désigné comme l'un des vingt-cinq Américains les plus influents en 1997.

## Accueil critique
Selon Rigpa Shedra, Robert Thurman est reconnu pour ses traductions et ses explications claires et dynamiques sur le bouddhisme en tant que religion et philosophie, particulièrement se rapportant à l'école Gelugpa du bouddhisme tibétain et son fondateur, Tsongkhapa,.
Donald Sewell Lopez Jr., professeur à l'université du Michigan, trouve que l'œuvre de Thurman, « à l'instar d'une bonne partie de la production des spécialistes américains du bouddhisme tibétain, manifeste un parti-pris qui est à la fois académique et gélougpa ».

## Œuvres
- Le Livre des morts tibétain Padmasambhava, (découvert par Karma Lingpa) Éditeur : Bartillat (1995)  (ISBN 2841003892), et Éditeur : LGF - Livre de Poche (1997)  (ISBN 2253143324)
- EspritScience : Dialogue Orient-Occident avec Dalai Lama, Herbert Benson, Howard E. Gardner, Daniel Goleman, éd. Claire Lumière, 1993, 2e ed, 1999,  (ISBN 978-2-905998-28-6),  (ISBN 2905998288)
- (en) The Central Philosophy of Tibet: A Study and Translation of Jey Tsong Khapa's 'Essence of True Eloquence' (Princeton Library of Asian Translations, Princeton University Press, 1991)
- The Tibetan Book of the Dead (Random House, Bantam Doubleday Dell, 1994)
- Wisdom and Compassion: The Sacred Art of Tibet (Harry Nathan Abrams, 1996)
- Tibetan Buddhism (HarperSanFrancisco, 1996,  (ISBN 0-7881-6757-X))
- Mandala: The Architecture of Enlightenment (Shambhala Publications, 1997)
- Worlds of Transformation: Tibetan Art of Wisdom and Compassion (Harry N. Abrams, 1999)
- Inner Revolution: Life, Liberty, and the Pursuit of Real Happiness (Penguin Group (USA), 1999)
- The Holy Teaching of Vimalakirti:  A Mahayana Scripture (traduit par Robert Thurman, Pennsylvania State University Press, 2000,  (ISBN 0-271-01209-9))
- Circling the Sacred Mountain: A Spiritual Adventure Through the Himalayas co-authored with Tad Wise (Bantam Doubleday Dell, 1999)
- Infinite Life: Seven Virtues for Living Well (Riverhead Books, 2004,  (ISBN 1-57322-267-4))
- The Jewel Tree of Tibet: The Enlightenment Engine of Tibetan Buddhism (Free Press, Simon Schuster, 2005)
- Anger (Oxford University Press, 2005,  (ISBN 0-19-516975-1))
- Why the Dalai Lama Matters: His Act of Truth as the Solution for China, Tibet, and the World, Simon and Schuster, 2008  (ISBN 1582702209),  (ISBN 9781582702209),

## Multimedia
- The Bob Thurman Podcast
- Thurman, Robert (1999). Robert A.F. Thurman on Buddhism. DVD. ASIN B00005Y721.
- Thurman, Robert (2002). Robert Thurman on Tibet. DVD. ASIN B00005Y722.
- Tibetan Buddhism: politics, power, and the birth of the Dalai Lama, Binky Mendez; Klass (Firm); Films for the Humanities (Firm), Princeton, NJ : Films for the Humanities & Sciences, 2003. (narrateur avec Shagdaryn Bira, et Michael Harris Goodman), (OCLC 180724415)